# Trsteno
Trsteno (italsky Cannosa) je vesnice a přímořské letovisko v Chorvatsku v Dubrovnicko-neretvanské župě, spadající pod opčinu města Dubrovník. Nachází se asi 16 km severozápadně od Dubrovníku. V roce 2011 zde žilo celkem 222 obyvatel.
Vesnice je napojena na silnici D8. Sousedními vesnicemi jsou Brsečine a Orašac.